# باول جيلسون
باول جيلسون هو عازف بيانو وملحن وأستاذ جامعي بلجيكي، ولد في 15 يونيو 1865 في بروكسل في بلجيكا، وتوفي بنفس المكان في 3 أبريل 1942.

## وصلات خارجية
- باول جيلسون على موقع ميوزك برينز (الإنجليزية)
- باول جيلسون على موقع أول ميوزيك (الإنجليزية)
- باول جيلسون على موقع ديسكوغز (الإنجليزية)